# Pharaphodius ditus
Pharaphodius ditus är en skalbaggsart som beskrevs av Louis Albert Péringuey 1901. Pharaphodius ditus ingår i släktet Pharaphodius och familjen Aphodiidae. Inga underarter finns listade i Catalogue of Life.